# Sagàs
Sagàs – gmina w Hiszpanii, w prowincji Barcelona, w Katalonii, o powierzchni 44,85 km². W 2011 roku gmina liczyła 144 mieszkańców.